# Abdoel Jalil
Abdoel Jalil (17 september 1992) is een Afghaans badmintonspeler. Hij begon met badmintonnen in 2003 en werd professioneel badmintonner in 2005. In 2006 werd Jalil Afghaans Kampioen badmintonnen en in mei 2008 werd stond hij als 480e op de lijst van beste badmintonners.